# Frontier Airlines
Frontier Airlines ist eine US-amerikanische Billigfluggesellschaft mit Sitz in Denver und Basis auf dem Denver International Airport.

## Geschichte
Die ursprüngliche Frontier Airlines hatte ihre Basis am damaligen Stapleton International Airport in Denver. Die 1985 erfolgte Übernahme durch People Express missglückte und zwang die vereinigten Fluggesellschaften kurz darauf zu einer Fusion mit Continental Airlines.
1994 gründeten ehemalige Frontier-Manager das Nachfolgeunternehmen. Wie beim Vorgänger setzte man zunächst auf eine Flotte von bis zu fünf Boeing 737, mit April 2005 wurde jedoch der vollständige Wechsel zu Maschinen der Airbus-A320-Familie vollzogen. Frontier Airlines war Erstkunde für den Airbus A318-100 im Jahr 2003 und besaß bis zu neun Flugzeuge dieses Baumusters.
Am 10. April 2008 meldete Frontier Airlines Insolvenz unter Chapter 11 an, der Flugbetrieb wurde aber unter Gläubigerschutz weitergeführt. Am 13. August 2009 gewann Republic Airways Holdings den Bieterwettstreit um Frontier Airlines. Diese war seither und bis September 2013 eine 100-prozentige Tochtergesellschaft der Republic Airways Holdings und verließ im Herbst 2009 den Gläubigerschutz unter Chapter 11.
Im Sommer 2013 musterte Frontier Airlines ihre letzten Exemplare des Airbus A318-100 aus.
Im September 2013 verkaufte die bisherige Eigentümerin Republic Airways Holdings Frontier an den Investor Indigo Partners.
2014 ist Frontier eine Ultra-Billigfluggesellschaft geworden. Reisende müssen für Sitzplatzreservierungen, Handgepäck und auch persönliche Hilfe mit Bordkarten bezahlen.
Im Herbst 2019 erwähnte der International Council for Clean Transportation (ICCT) Frontier als die amerikanische Fluggesellschaft mit der besten Treibstoffeffizienz. Mit verantwortlich dafür seien die Flugzeuge vom Typ Airbus A320neo.
Am 7. Februar 2022 gaben Frontier Airlines und Spirit Airlines bekannt, fusionieren zu wollen. Am 27. Juli 2022 stimmten die Aktionäre von  Spirit Airlines gegen eine Übernahme durch Frontier Airlines und entschieden sich für das bessere Angebot von Jetblue Airways.

## Flugziele

Ziele der Frontier Airlines

Von ihrem Heimatflughafen Denver International Airport, von den Basen in Atlanta, Chicago, Cincinnati, Cleveland, Dallas, Denver, Las Vegas, Miami, Orlando, Phoenix, San Juan, Tampa und Trenton aus sowie von weiteren Flughäfen aus bietet Frontier Airlines Flüge innerhalb der Vereinigten Staaten an. International werden Ziele in Mittelamerika angeflogen.

## Flotte

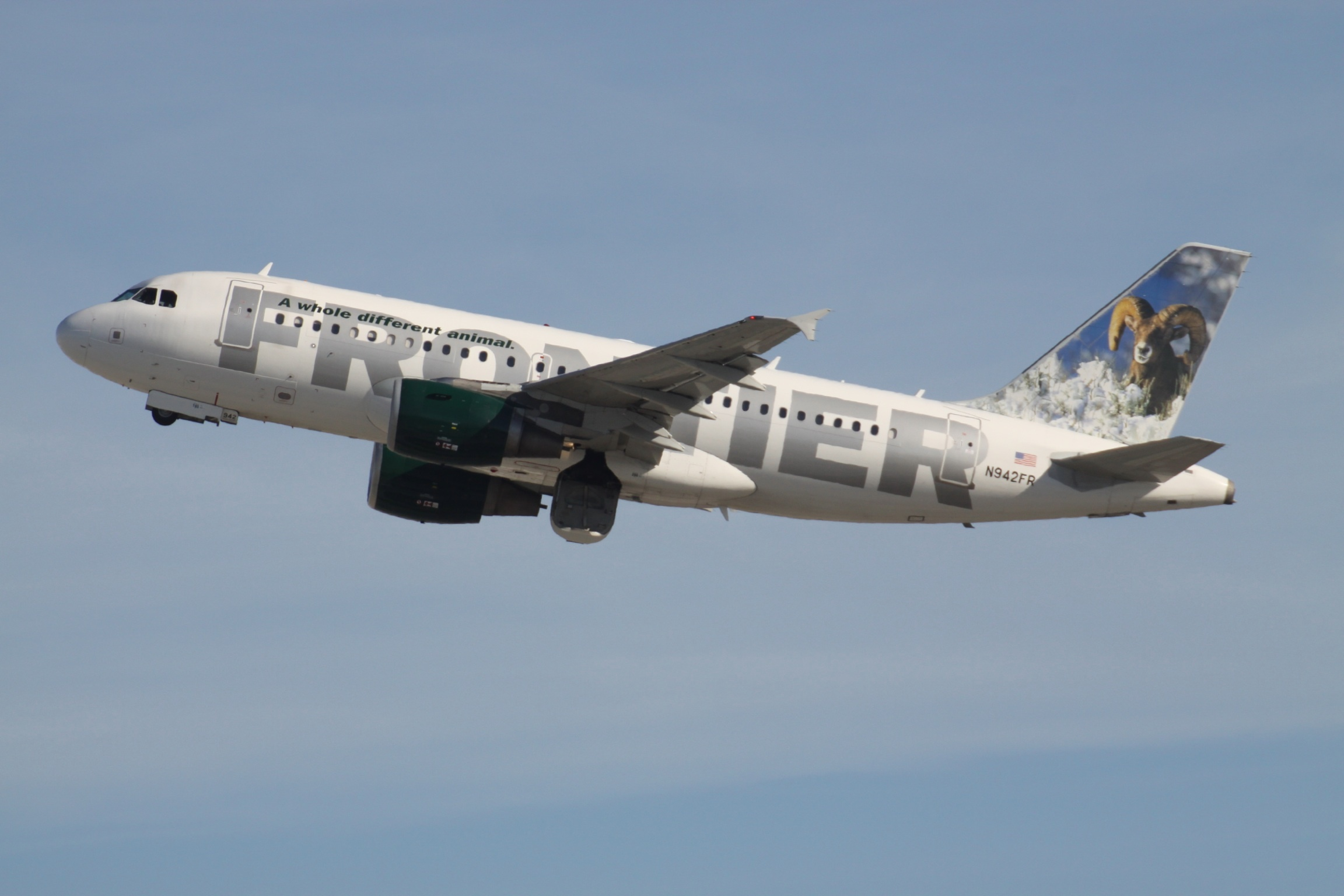
Airbus A319-100 der Frontier Airlines

### Aktuelle Flotte

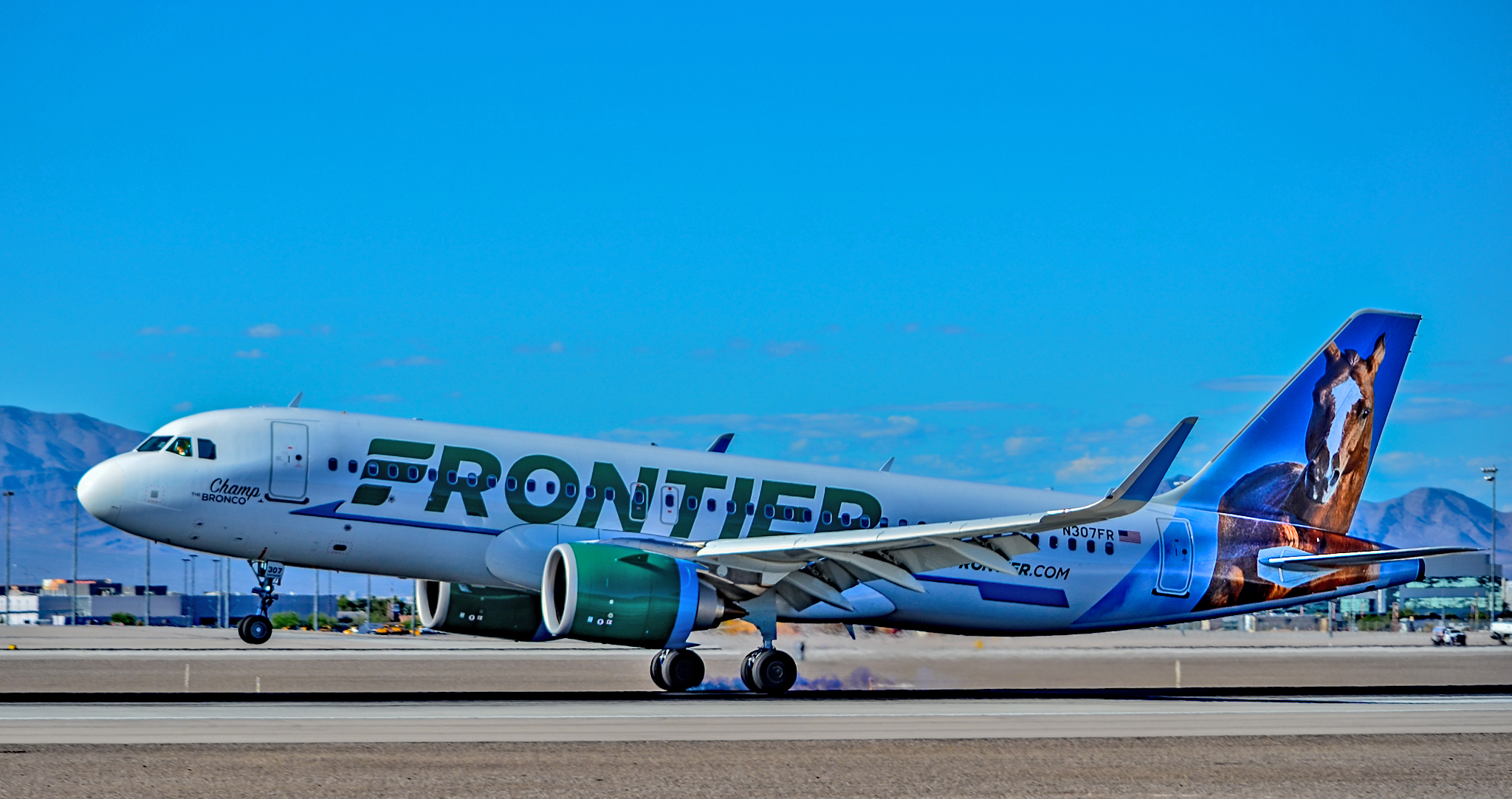
Airbus A320neo der Frontier Airlines

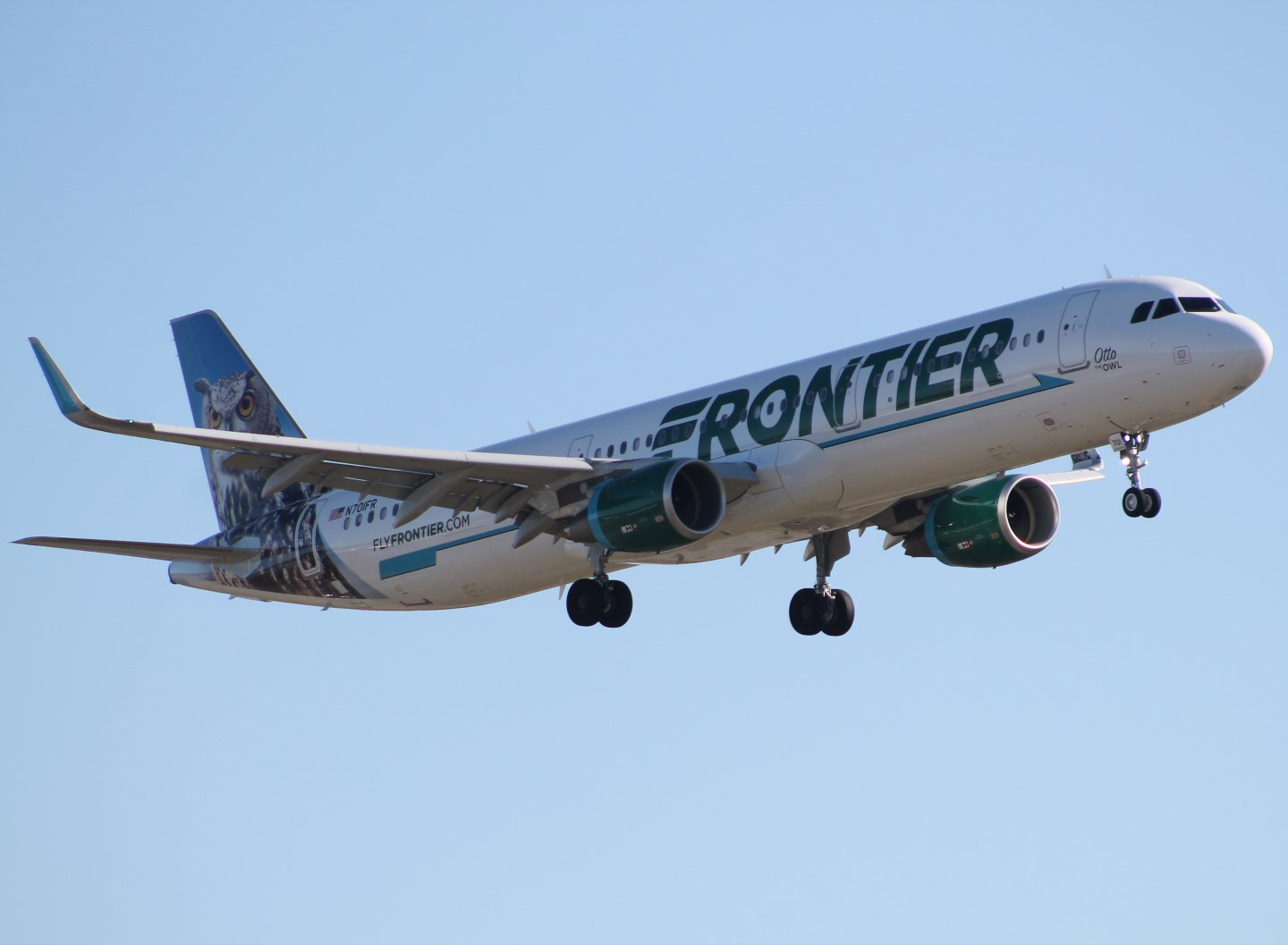
Airbus A321-200 der Frontier Airlines

Mit Stand Mai 2025 besteht die Flotte der Frontier Airlines aus 162 Flugzeugen mit einem Durchschnittsalter von 4,8 Jahren:
| Flugzeugtyp     | Anzahl | bestellt | Anmerkungen                               | Sitzplätze | Durchschnittsalter |
| --------------- | ------ | -------- | ----------------------------------------- | ---------- | ------------------ |
| Airbus A320-200 | 06     |          | einer inaktiv; mit Sharklets ausgestattet | 180        | 9,0 Jahre          |
| Airbus A320neo  | 082    | 012      |                                           | 186        | 5,8 Jahre          |
| Airbus A321-200 | 021    |          | zwei inaktiv; mit Sharklets ausgestattet  | 230        | 8,6 Jahre          |
| Airbus A321neo  | 053    | 137      |                                           | 240        | 1,4 Jahre          |
| Airbus A321XLR  |        | 018      |                                           | – offen –  |                    |
| Gesamt          | 162    | 167      |                                           |            | 4,8 Jahre          |

### Ehemalige Flugzeugtypen

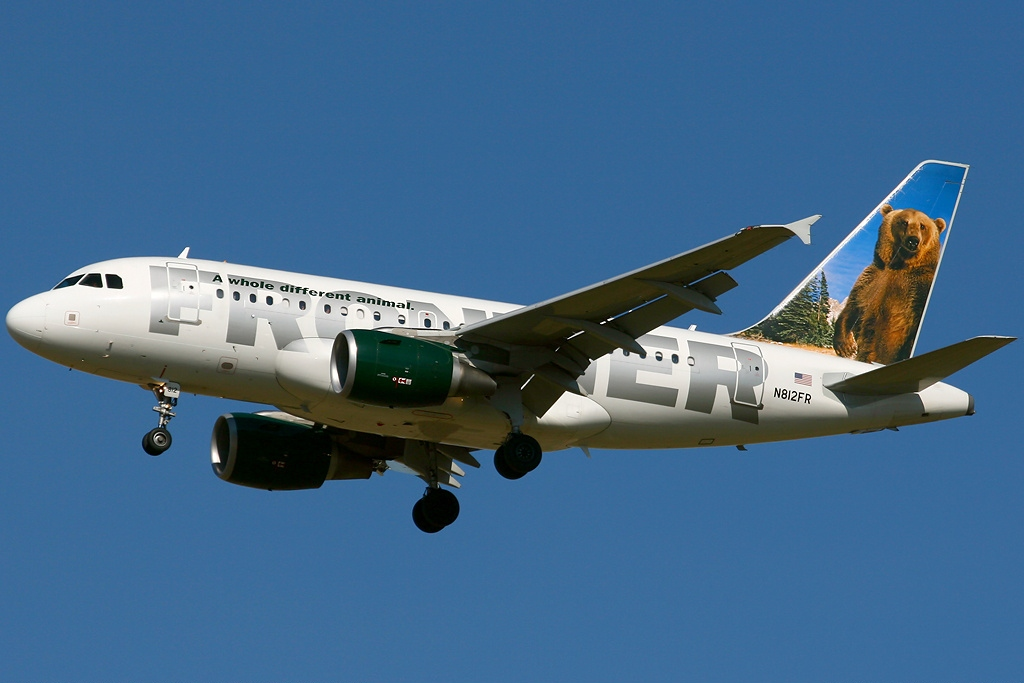
Airbus A318-100 der Frontier Airlines

In der Vergangenheit setzte Frontier Airlines bereits folgende Flugzeugtypen ein:
| Flugzeugtyp            | Anzahl | Anmerkung                         | Einflottung | Ausflottung |
| ---------------------- | ------ | --------------------------------- | ----------- | ----------- |
| Airbus A318-100        | 11     |                                   | 2003        | 2013        |
| Airbus A319-100        | 53     |                                   | 2001        | 2021        |
| Boeing 737-200         | 12     |                                   | 1994        | 2006        |
| Boeing 737-300         | 19     |                                   | 1995        | 2005        |
| De Havilland DHC-8-400 | 11     |                                   | 2007        | 2011        |
| Embraer ERJ-145LR      | 02     | von Chautauqua Airlines betrieben | 2011        | 2012        |
| Embraer 170            | 10     | von Republic Airline betrieben    | 2007        | 2008        |
| Embraer 190            | 13     | von Republic Airline betrieben    | 2010        | 2016        |

## Trivia
- Gemäß ihrem Slogan A Whole Different Animal (dt.: Ein völlig anderes Tier) tragen Frontier-Maschinen Bilder von unterschiedlichen Wildtieren auf dem Leitwerk. Grundsätzlich wurden Arten ausgewählt, die entweder in den Rocky Mountains heimisch sind oder in den angeflogenen Gegenden vorkommen. Jedes Tier trägt einen symbolischen Namen (z. B. Grizwald the Grizzly) und es werden jedem Vertreter ganz besondere Eigenschaften zugeordnet. Die besten Tieraufnahmen wurden in Wettbewerben ausgewählt und auf dem Leitwerk angebracht. In der Anfangsphase trugen die Boeing 737-200 der Gesellschaft zwei verschiedene Tiere auf jeder Seite. Diese suggerierten in der Anfangsphase der damals jungen Fluggesellschaft nicht ganz unbeabsichtigt eine größere Flotte.